# Entenmühle (Homburg)

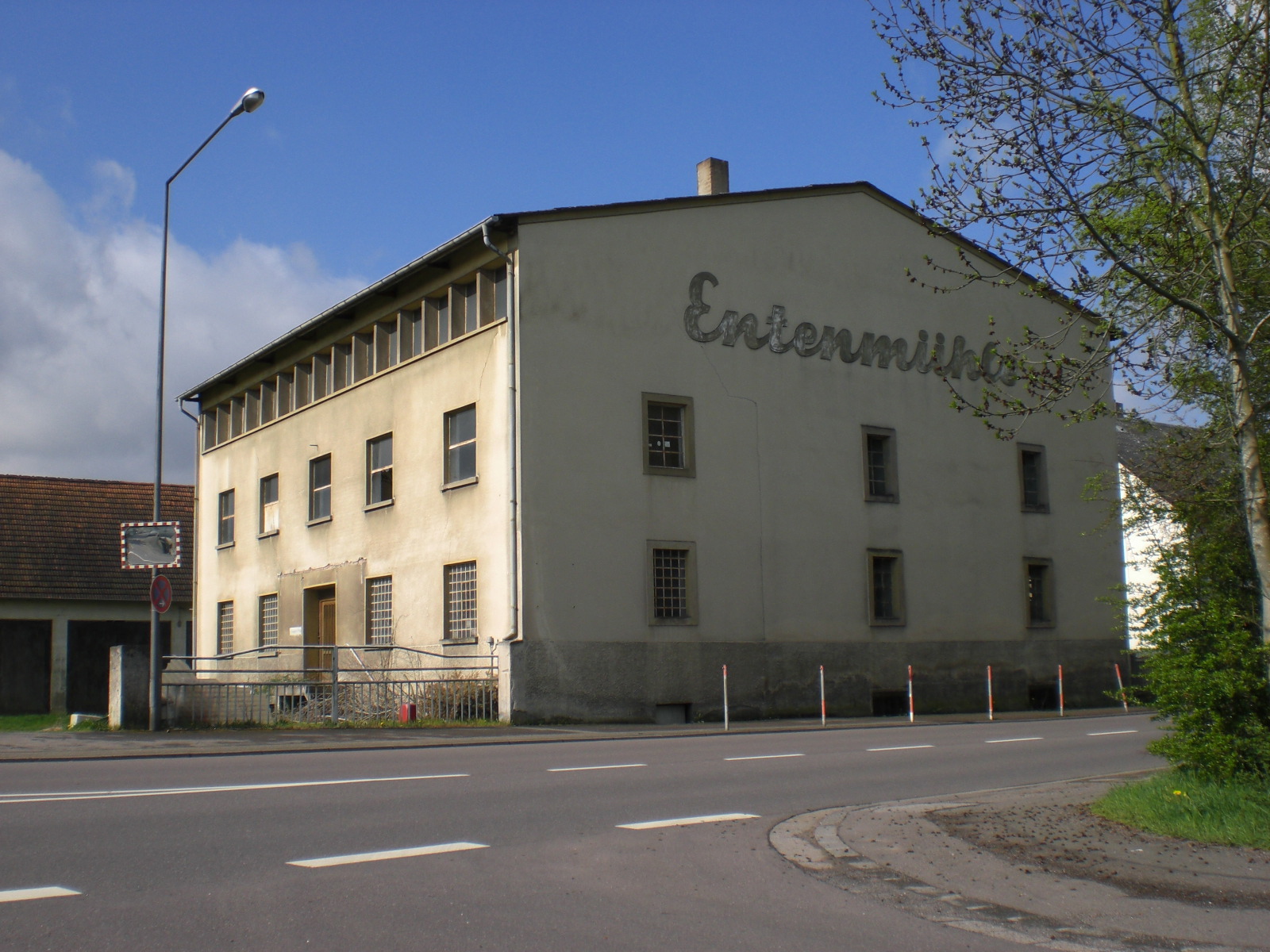
Entenmühle an der Entenmühlstraße in Homburg Blickrichtung Südwest

Die Entenmühle oder auch Enten-Mühle war eine von vier Mühlen im Stadtgebiet der Kreisstadt Homburg. Sie wurde vom Erbach angetrieben. Von dem oberhalb gelegenen Mühlensee „Entenweiher“ existiert heute nur noch eine verschwindend kleine Wasserfläche, der größte Teil wurde im Laufe der letzten drei Jahrzehnte zugeschüttet und überbaut. Ein kurzer Abschnitt der Bundesstraße 423 mit dem Namen „Entenweiherstraße“ erinnert noch daran. Die anderen Mühlen waren die Leysersmühle, Bendermühle und die Stadtmühle. Heute ist die Entenmühle namengebend für die dort vorbeiführende Straße und eine Häusergruppe.
Die Mühle hatte bereits Anfang des 18. Jahrhunderts Bestand. Sie hatte zwei Wasserräder für zwei Mahlgänge und einen Schälgang.
Versuche anderweitiger Nutzung, beispielsweise als Musikschule, scheiterten. Das Gebäude wurde nie als Baudenkmal eingetragen und 2012 abgerissen.